# Mariánské náměstí
Mariánské náměstí (deutsch: Marienplatz) ist ein Platz in der Prager Altstadt westlich vom Altstädter Ring. Er ist umgeben von bedeutenden öffentlichen Gebäuden wie dem Clementinum, dem Neuen Rathaus, der Stadtbibliothek und dem barocken Palais Clam-Gallas.

## Geschichte
Bereits vor der Gründung der Altstadt befand sich im 12. Jahrhundert an dieser Stelle die Siedlung Na Louži (An der Lache) mit der Kirche der Jungfrau Maria. Sie gab dem Platz seinen heutigen Namen. Die Siedlung lag an einer belebten Straße vom Marktplatz der Altstadt zur Moldau-Furt bzw. der späteren Judithbrücke. Die Siedlung bekam ihren Namen von den Moldau-Hochwassern, die im Frühjahr und Herbst oft das ganze Gebiet samt der Kirche überschwemmten. Wegen der ungünstigen Bodenneigung konnte das Wasser nicht abfließen und noch lange nach der Flut blieben hier große Lachen stehen. So bekam auch die Kirche den Beinamen Kirche der Jungfrau Maria an der Lache (Kostel Panny Marie Na Louži). Die Kirche wurde im Jahr 1791 abgerissen.
In den Jahren 1952 bis 1990 hieß der Platz Náměstí Primátora dr. V. Vacka (Platz des Bürgermeisters dr. V. Vacek) nach dem kommunistischen Prager Bürgermeister Václav Vacek (1877–1960).
Seit dem 20. Jahrhundert diente der Platz hauptsächlich als Parkplatz. Im Jahr 2019 hat die Stadtverwaltung in der Platzmitte einen Fußgängerbereich mit Bepflanzungen und ohne parkende Autos eingerichtet und eine Studie für eine grundlegende Neugestaltung in Auftrag gegeben.

## Bedeutende Gebäude

### Clementinum

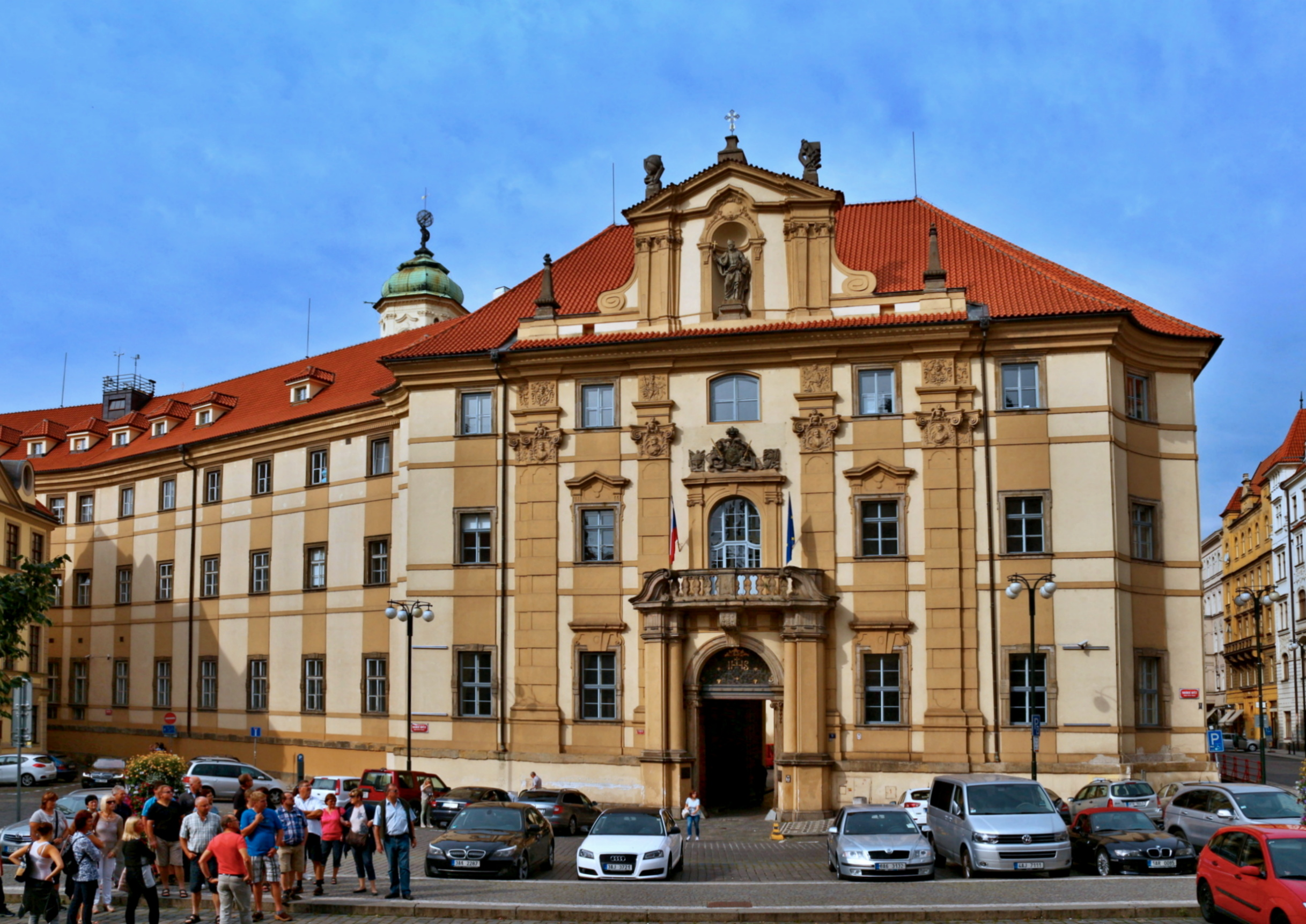
Clementinum

Die Westseite des Marienplatzes bildet der Ostflügel des Clementinums (tschechische Schreibweise: Klementinum), eines weitläufigen Gebäudekomplexes zwischen dem Marienplatz und dem Kreuzherrenplatz am Moldauufer. Mit seinen fünf Innenhöfen, drei Kirchen und einer Sternwarte ist es nach der Prager Burg der zweitgrößte Gebäudekomplex in Prag. Das Clementinum wurde zwischen dem 16. und 18. Jahrhundert gebaut. Ab dem 16. Jahrhundert gehörte es den Jesuiten. Sie erweiterten das Areal, errichteten hier Schulen und Bibliotheken und ließen ein Theater, eine Sternwarte und eine Druckerei bauen. Das Jesuitenkolleg gehörte neben der Karls-Universität zu den wichtigsten Bildungseinrichtungen im böhmischen Königreich.
Heute ist im Clementinum die Sammlung der Tschechischen Nationalbibliothek mit mehr als sieben Millionen Büchern, darunter viele wertvolle alte Manuskripte, aufbewahrt. Das älteste Buch ist ein Faksimile des Vyšehrader Codex aus dem 11. Jahrhundert. Sehenswert sind der barocke Bibliothekssaal, die Spiegelkapelle, der mathematische Saal und der astronomische Turm. Die Räume sind nur im Rahmen von Führungen zugänglich.

### Palais Clam-Gallas

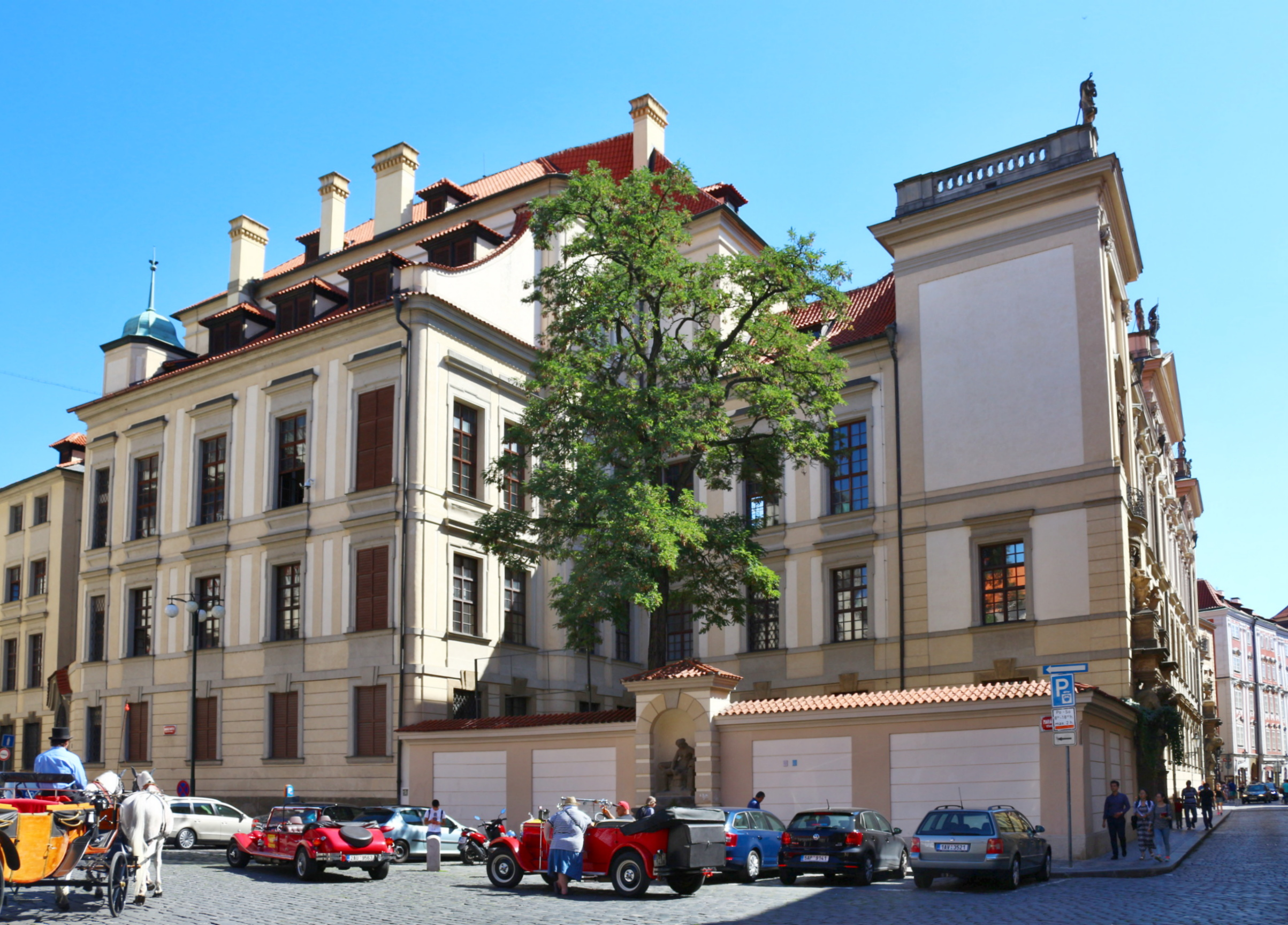
Palais Clam-Gallas

Das monumentale barocke Palais Clam-Gallas (Clam-Gallasův palác) ließ der kaiserliche Botschafter und Vizekönig von Neapel, Graf Johann Wenzel von Gallas, im 18. Jahrhundert bauen. Es bildet die Südseite des Marienplatzes. Das Hauptportal des Palais mit den Gigantenstatuen des Bildhauers Matthias Bernhard Braun befindet sich an der Husova-Straße. Heute ist hier das Prager Stadtarchiv untergebracht, es finden auch Konzerte und Ausstellungen statt.
In einer Nische an der Hofmauer des Palais steht der Brunnen Terezka (Kašna Terezka) mit einer Allegorie der Moldau. Die Brunnenfigur – eine Nymphe, die Wasser aus einem Krug gießt – ist das Werk von Václav Prachner (1784–1832) aus dem Jahr 1818. Im Volksmund heißt die Nymphe Terezka, wahrscheinlich der Name eines Mädchens, das hier einst Wasser holte.

### Neues Rathaus

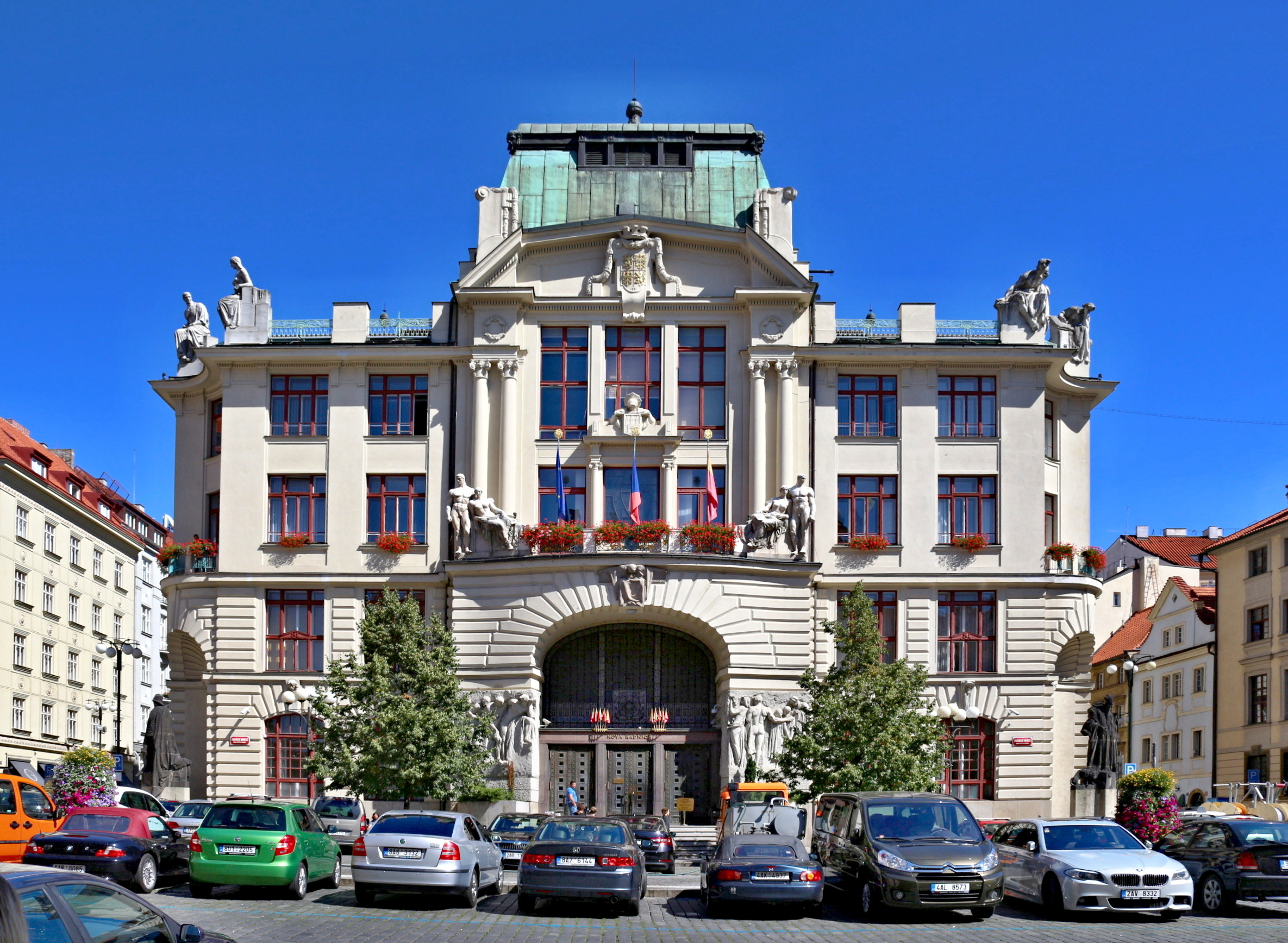
Neues Rathaus

Die Ostseite des Platzes bildet die Hauptfassade des Neuen Rathauses (Nová radnice). Der Jugendstilbau vom Anfang des 20. Jahrhunderts ist Sitz des Magistrats der Hauptstadt Prag sowie des Prager Oberbürgermeisters. Die Prager Stadtverwaltung ist aus dem Altstädter Rathaus hierher umgezogen, nachdem der Hauptflügel des Altstädter Rathauses in den Mai-Kämpfen 1945 ausgebrannt ist. Zwei überlebensgroße Statuen von Ladislav Šaloun an den Fassadenecken stellen legendäre Gestalten dar. Auf der rechten Seite steht Rabbi Löw, der sagenhafte Schöpfer des Golem, auf der linken Seite der „Eiserne Ritter“.

### Stadtbibliothek

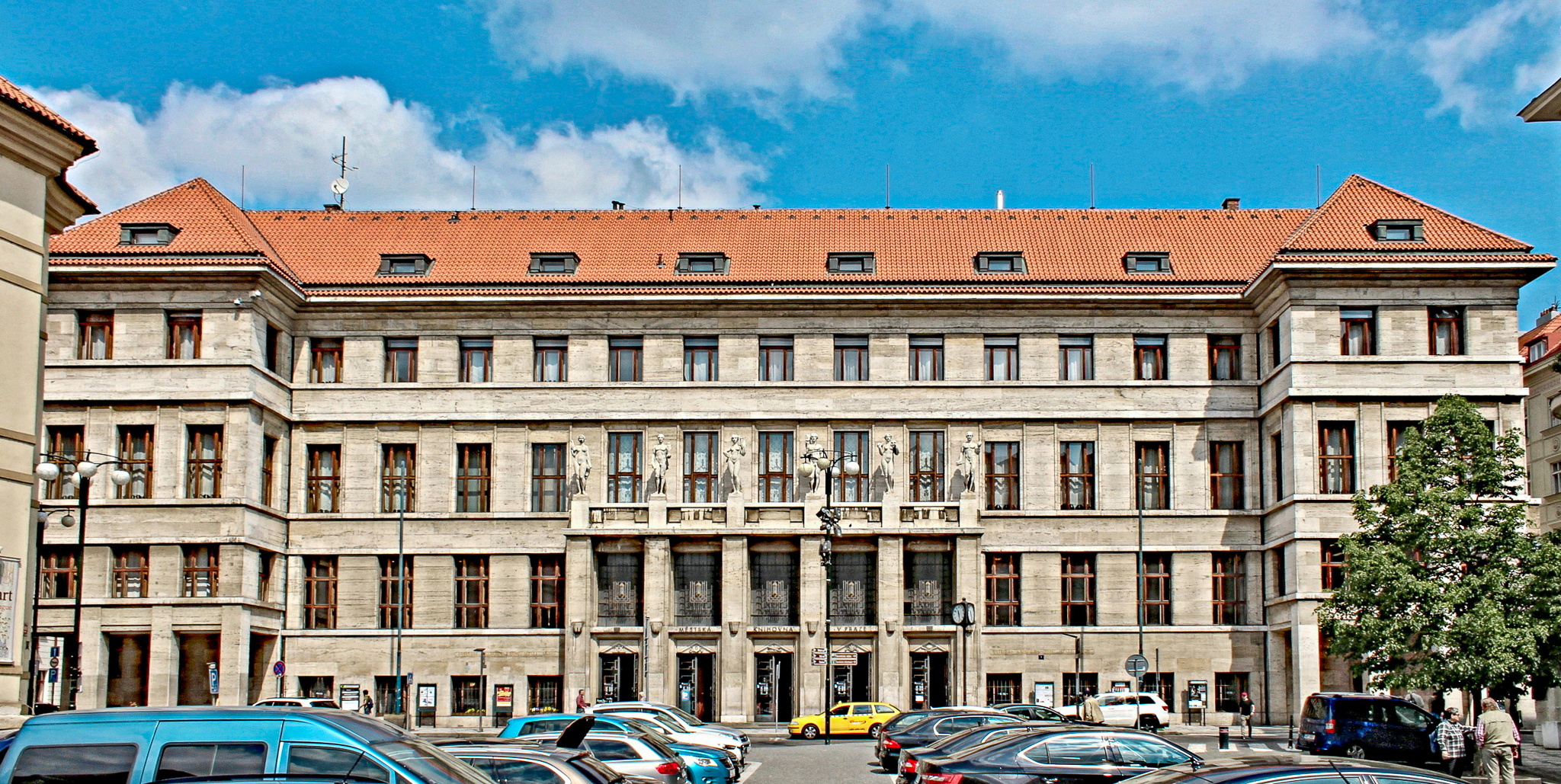
Prager Stadtbibliothek

Die Prager Stadtbibliothek (Městská knihovna v Praze) auf der Nordseite des Platzes ist die größte öffentliche Bibliothek der Hauptstadt. Mit ihren über 2 Millionen Bänden bietet sie sowohl Erwachsenen wie auch Kindern und Jugendlichen einen Zugang zu einem großen Bestand an Belletristik und Fachliteratur. Außerdem beherbergt sie eine umfangreiche Musikaliensammlung, eine Sammlung von DVDs mit tschechischen und ausländischen Filmen sowie Zeitungen und Zeitschriften, Karten, Zeichnungen und Grafiken. In den Räumen finden auch Kulturveranstaltungen, Autorenlesungen, Vorträge und Konzerte statt.
Die erste öffentliche Bücherei in Prag nahm ihre Tätigkeit im Jahr 1891 auf. Nach mehreren Umzügen zog sie im Jahr 1903 in ein Gebäude an der Ecke Mariánské náměstí und der Straße Platnéřská, also dort, wo sich auch das heutige Gebäude befindet. Das heutige Bibliotheksgebäude wurde in den Jahren 1925–1928 nach Plänen des Architekten František Roith gebaut. Es war das erste eigens als Bibliothek gebaute Gebäude in der Tschechoslowakei und eins der modernsten in Europa.

### Palais Trautmannsdorff

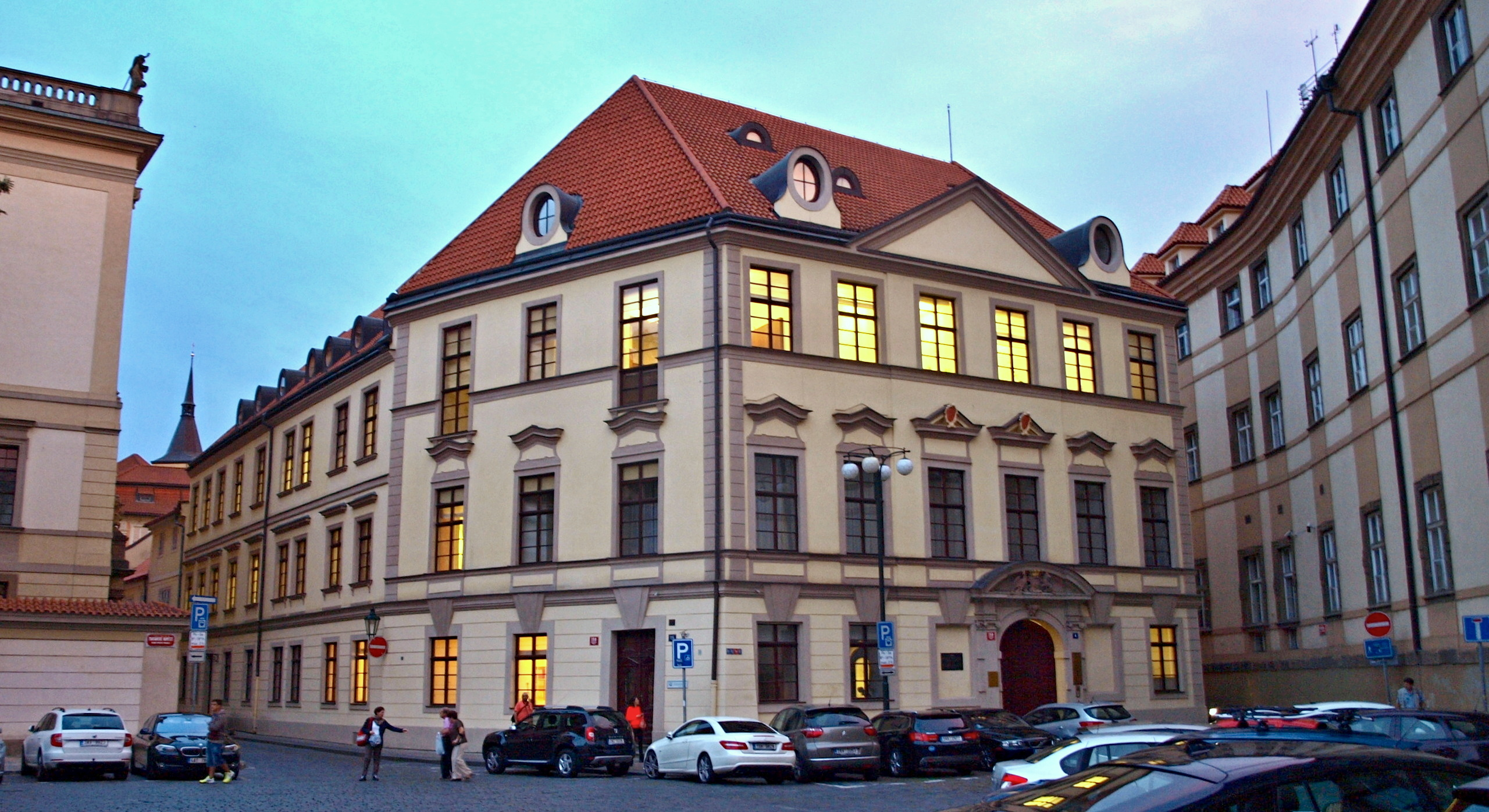
Palais Trautmannsdorff

Das Palais Trautmannsdorff (Trauttmansdorffský palác) steht auf der Südseite an der Ecke der Husova Straße. Das Hauptportal am Marienplatz ziert das Wappen des österreichisch-böhmischen Adelsgeschlechts Trauttmansdorff aus dem 17. Jahrhundert. Das Palais wurde im 18. Jahrhundert im klassizistischen Stil umgebaut und in den 1870er Jahren um eine Etage erhöht.